# Kid Quantum
Kid Quantum è il nome di tre personaggi dei fumetti pubblicati da DC Comics, supereroi che sono stati tutti membri di incarnazioni diverse della Legione dei Super-Eroi.

## Biografia dei personaggi

### Originale
James Cullen, il primo Kid Quantum, è da collegarsi al passato della Legione, apparentemente come risultato di un disastro dovuto al cambiamento della storia. Fu descritto come il primo Legionario a morire in azione, e questa fu la ragione per cui fu imposta la regola della Legione contro l'adesione alla squadra ai supereroi i cui poteri erano solamente tecnologici; tuttavia, si scoprì più avanti che "James Cullen" era un'identità creata da un gruppo di amebe muta forma "proteane", che cercavano di proteggere la propria razza, e che invece di rimanere ucciso, Cullen cercò un riparo finché non fosse stato al sicuro. Questa cosa non fu mai pienamente risolta, in quanto la storia della Legione fu successivamente aggiornata con la miniserie Ora Zero.

## Aggiornamento

### James Cullen
Anche il secondo Kid Quantum si chiamava James Cullen; tuttavia, questo era una persona vera invece di un'identità costrutta. Come la sua storica controparte, era solito utilizzare la cosiddetta "cintura di stasi" per aumentare il potere di congelamento del tempo in un'area ristretta. Divenne un membro della Legione dei Super Eroi e fu il primo membro a morire a causa della troppa fiducia in sé stesso e ad un malfunzionamento della sua cintura. La sua morte fu causata anche dal fatto che la regola "poteri non tecnologici" fu attuata quando vennero reclutati membri successivi.

### Jazmin Cullen
Il terzo Kid Quantum fu la sorella di James, Jazmin. Dopo la morte del fratello, si sottopose ad un intervento che potesse aumentare i suoi poteri ad un livello in cui lei non avrebbe necessitato di una cintura. Nonostante l'ostilità iniziale della Legione quando divenne membro, riuscì a rispettare la regola fino a diventare leader della squadra, in grande parte grazie ad una raccomandazione di Cosmic Boy; successivamente i due ebbero una relazione. Jazmin era nativa del pianeta Xanthu.

### Post-Crisi infinita
Dopo la Crisi infinita, il multiverso rinacque, ora con 52 nuove Terre alternative. Nella recente miniserie Countdown: Arena, Monarch, ex Capitan Atomo, cominciò ad assemblare una squadra composta di versioni alternative di eroi di numerose Terre. Nel numero finale, uccise ogni singola versione di sé stesso al fine di ottenere nuovi poteri. James Cullen fu visto tra i numerosi Capitani.
Jazmin ritornò dal limbo, insieme al resto della Legione di Terra-247 in Crisi finale: la Legione dei 3 mondi, per combattere contro la Legione dei Supercriminali.

## Altri media
Nella serie animata Le avventure di Superman, Kid Quantum ebbe un cameo nell'episodio "New Kids in Town".